# Los ricos también lloran (serie de televisión)
Los ricos también lloran es una serie de televisión melodramática producida por W Studios para TelevisaUnivision, siendo de esta, la cuarta entrega de la franquicia Fábrica de sueños en el 2022. La serie es un reinicio de la historia homónima de 1979 creada por Inés Rodena, siendo adaptada por Esther Feldman y Rosa Salazar Arenas. Se estrenó a través de Las Estrellas el 21 de febrero de 2022 en sustitución de Si nos dejan y finalizó el 13 de mayo del mismo año siendo reemplazado por la segunda temporada de El último rey.
Está protagonizada por Claudia Martín y Sebastián Rulli, junto con Fabiola Guajardo, Azela Robinson y Víctor González en los roles antagónicos.

## Reparto
El 20 de septiembre de 2021, se publicó una lista de los actores confirmados a través de un comunicado de prensa lanzado a través de la página web de la sala de prensa de Grupo Televisa.

### Principales
- Sebastián Rulli como Luis Alberto Salvatierra Suárez
  - Nicolás Haza interpreta a Luis Alberto de joven[14]
- Claudia Martín como Mariana Villarreal / Mariana Montenegro
  - Zoé Torres interpretó a Mariana de niña
- Fabiola Guajardo como Soraya Montenegro[15]
- Azela Robinson como Elena Suárez
- Alejandra Barros como Daniela Montesinos de Salvatierra
- Víctor González como León Alfaro
- Lore Graniewicz como Britny Chantal Domínguez Pérez
- Diego Klein como Santiago Hinojosa Montesinos[16]
- Arturo Barba como Víctor Millan
- Rubén Sanz como Uriel López
- Thali García como Sofía Mandujano
- Antonio Fortier como Felipe Castillo
- José Luis Franco como el Comandante Eduardo Becerra
- Mimi Morales como Guadalupe Morales
- Mario Morán como Diego Fernández
- Michelle Jurado como Patricia Luna de Castillo
- Dobrina Cristeva como Socorro «Coco» Buendía
- Paola Toyos como Matilde Vélez
- Erik Díaz como Polo Hernández[17]
- Axel Alcántara como Jhony Domínguez Pérez[17]
- Sergio Reynoso como Ramiro Domínguez
- Henry Zakka como el Padre Guillermo Villarreal
- Dalilah Polanco como Chabela Pérez de Domínguez
- Guillermo García Cantú como Alberto Salvatierra

### Recurrentes e invitados especiales
- Luis Gatica como Osvaldo Valdivia[18]
- Darío Ripoll como Gregorio[18][19]
- Arturo Carmona como Pedro Villareal García[19]
- Rodolfo Arias como el Dr. Murillo[19]
- Irineo Álvarez como Alfonso Romano[19]
- Lupita Lara como Trinidad «Nana Trini»[18]
- Fernando Banda como Casero
- Carlos Moreno Cravioto como Márquez[20]
- Ricky Gutiérrez como Jesús Camargo[21]
- Paulina de Alba como Constanza
- Pamela Barri como Lizzy
- Alejandro Faugier
- Sahit Sosa como Jaime
- Fernanda Bernal
- Carla Suescun como Nayelli
- Héctor Salas como Matías Salvatierra Suárez
- Carlos Gatica como Emilio Campos[18]
- Arturo García Tenorio como Javier
- Darwin como Don Toribio
- Andy Lo como Maikel Redondo
- Dan Osorio como gerente de Matsa
- Ariel López Padilla como Efraín Torres[22]
- César Valdivia como Manuel
- Ian Monterrubio como Edgar Castillo Luna
- Alexa Ordaz Castro como Montserrat «Monse» Castillo Luna[14][23]
- Hugo Catalán como Carlos[24]
- Carilú Navarro como Doña Chole
- Sachi Tamashiro como la Dra. Altamira[18]
- Valentina Delfín Cervantes como Julieta Fernández
- Jorge Alberto Gallegos «Eroke» como Sicario
- René Martínez como Forense
- María Fernanda García como Sandra[18]
- León Peraza como Rafael Montenegro[25]
- Cirilo Santiago Pérez como Salvador
- Víctor Baez como Don Marito
- Mayra Rojas como Yolanda[18]
- Mercedes Olea como madrina de Mariana
- Natasha Domínguez como Tamara
- Agustín Arana como el Dr. Stramesi[18]
- Sabrina Seara como Vivian
- Andrés Baida como Alberto «Betito» Salvatierra Villarreal / Tomás «Tomasito» Verón Ortega[14]
- Estefi Merelles como Roberta Millan[14]
- Israel Salmer como José Verón
- Magali Boysselle como Rita Ortega de Verón
- Claudia Silva como Natalia «Naty»[18]

## Producción
A mediados de octubre de 2018, se anunció que la producción forma parte de la franquicia y antología Fábrica de sueños. El 18 de mayo de 2021, la serie fue anunciada en el up-front de Univisión para la temporada en televisión 2021-2022. La producción y el rodaje de la serie inició el 20 de septiembre de 2021, confirmando a la vez a Sebastián Rulli y Claudia Martín como los protagonistas de la serie junto con el reparto confirmado. A diferencia de las entregas pasadas de la franquicia —La usurpadora, Cuna de lobos y Rubí— que tuvieron entre 25 y 27 episodios, la serie tiene confirmado 60 episodios para su producción. El rodaje y producción de la serie culminó el 2 de marzo de 2022.

## Audiencias
| Temporada | Horario (CT)                     | Episodios | Primera emisión       | Primera emisión      | Última emisión     | Última emisión       | Prom. de espectadores (millones) |
| Temporada | Horario (CT)                     | Episodios | Fecha                 | Audiencia (millones) | Fecha              | Audiencia (millones) | Prom. de espectadores (millones) |
| --------- | -------------------------------- | --------- | --------------------- | -------------------- | ------------------ | -------------------- | -------------------------------- |
| 1         | Lunes a viernes 21:30 - 22:30 h. | 60        | 21 de febrero de 2022 | 4.1                  | 13 de mayo de 2022 | 3.7                  | 3.2                              |

## Episodios
| N.º | Título                                  | Fecha de emisión original | Audiencia (millones) |
| --- | --------------------------------------- | ------------------------- | -------------------- |
| 1   | «La boca del lobo»                      | 21 de febrero de 2022     | 4.1                  |
| 2   | «Destruyes todo lo que tocas»           | 22 de febrero de 2022     | 4.2                  |
| 3   | «Sacar las uñas»                        | 23 de febrero de 2022     | 3.8                  |
| 4   | «Una princesa de cuento de hadas»       | 24 de febrero de 2022     | 4.5                  |
| 5   | «Nunca te voy a dejar ir»               | 25 de febrero de 2022     | 4.3                  |
| 6   | «La duda ya está sembrada»              | 28 de febrero de 2022     | 4.0                  |
| 7   | «Todo se arregla con dinero»            | 1 de marzo de 2022        | 3.8                  |
| 8   | «Ya me enamoré de él»                   | 2 de marzo de 2022        | 4.0                  |
| 9   | «Los latidos del bebé»                  | 3 de marzo de 2022        | 4.4                  |
| 10  | «Cambió mi suerte»                      | 4 de marzo de 2022        | 3.8                  |
| 11  | «Libre para amar»                       | 7 de marzo de 2022        | 4.4                  |
| 12  | «Tu vida pende de un hilo»              | 8 de marzo de 2022        | 4.3                  |
| 13  | «Aterrizaje de emergencia»              | 9 de marzo de 2022        | 3.9                  |
| 14  | «La tragedia cambió nuestras vidas»     | 10 de marzo de 2022       | 4.2                  |
| 15  | «Una mujer despechada»                  | 11 de marzo de 2022       | 4.0                  |
| 16  | «Mi papá se mató por tu culpa»          | 14 de marzo de 2022       | —                    |
| 17  | «Tú y yo ya no somos nada»              | 15 de marzo de 2022       | —                    |
| 18  | «Mi momento ha llegado»                 | 16 de marzo de 2022       | —                    |
| 19  | «Esto es lo que soy»                    | 17 de marzo de 2022       | —                    |
| 20  | «Hay cosas que no se pueden perdonar»   | 18 de marzo de 2022       | —                    |
| 21  | «Un novio embrujado»                    | 21 de marzo de 2022       | 3.3                  |
| 22  | «Es inocente»                           | 22 de marzo de 2022       | 3.0                  |
| 23  | «Algo se rompió entre nosotros»         | 23 de marzo de 2022       | 3.5                  |
| 24  | «¡Maldita marginal!»                    | 24 de marzo de 2022       | 3.1                  |
| 25  | «Un amor de película»                   | 25 de marzo de 2022       | 2.9                  |
| 26  | «Coincidencia genética»                 | 28 de marzo de 2022       | 3.1                  |
| 27  | «Quitarla del camino para siempre»      | 29 de marzo de 2022       | 3.1                  |
| 28  | «Quiero que sufra»                      | 30 de marzo de 2022       | 3.7                  |
| 29  | «Una disculpa sincera»                  | 31 de marzo de 2022       | 3.4                  |
| 30  | «La boda del año»                       | 1 de abril de 2022        | 3.1                  |
| 31  | «Al borde de la muerte»                 | 4 de abril de 2022        | 3.3                  |
| 32  | «Cadena de oración»                     | 5 de abril de 2022        | 3.2                  |
| 33  | «Derechito al infierno»                 | 6 de abril de 2022        | 3.5                  |
| 34  | «Una bala para Mariana»                 | 7 de abril de 2022        | 3.2                  |
| 35  | «Los declaro marido y mujer»            | 8 de abril de 2022        | 3.0                  |
| 36  | «Una segunda opinión»                   | 11 de abril de 2022       | 3.0                  |
| 37  | «El señor ha fallecido»                 | 12 de abril de 2022       | 3.3                  |
| 38  | «Llegó mi momento»                      | 13 de abril de 2022       | 3.4                  |
| 39  | «Ellos no son mi familia»               | 14 de abril de 2022       | 2.6                  |
| 40  | «Soraya le tiende una trampa a Mariana» | 15 de abril de 2022       | 2.8                  |
| 41  | «Eres una mentirosa»                    | 18 de abril de 2022       | 3.5                  |
| 42  | «Apuñalar el corazón»                   | 19 de abril de 2022       | 3.5                  |
| 43  | «Más sola que nunca»                    | 20 de abril de 2022       | 3.2                  |
| 44  | «El heredero»                           | 21 de abril de 2022       | 3.5                  |
| 45  | «Muertos por dentro»                    | 22 de abril de 2022       | 3.2                  |
| 46  | «Hasta nunca, querido»                  | 25 de abril de 2022       | 3.5                  |
| 47  | «Queda usted detenida»                  | 26 de abril de 2022       | 3.7                  |
| 48  | «Culpable de asesinato»                 | 27 de abril de 2022       | 3.8                  |
| 49  | «Extraño a mi mujer»                    | 28 de abril de 2022       | 3.4                  |
| 50  | «¡Encontré a mi hijo!»                  | 29 de abril de 2022       | 3.3                  |
| 51  | «La venganza está en marcha»            | 2 de mayo de 2022         | 3.4                  |
| 52  | «Un juego muy peligroso»                | 3 de mayo de 2022         | 3.5                  |
| 53  | «¡No te vayas!»                         | 4 de mayo de 2022         | 3.2                  |
| 54  | «El corazón no se equivoca»             | 5 de mayo de 2022         | 3.6                  |
| 55  | «Yo soy tu mamá»                        | 6 de mayo de 2022         | 3.4                  |
| 56  | «Soy muy buena siendo mala»             | 9 de mayo de 2022         | 3.9                  |
| 57  | «Tener el enemigo en casa»              | 10 de mayo de 2022        | 3.0                  |
| 58  | «Jaque mate»                            | 11 de mayo de 2022        | 3.7                  |
| 59  | «Sus últimas horas de vida»             | 12 de mayo de 2022        | 3.4                  |
| 60  | «Juntos por siempre»                    | 13 de mayo de 2022        | 3.7                  |

Notas
1. ↑  Este episodio se pre-estrenó el 18 de febrero de 2022 a través de la página, app y redes sociales oficiales —incluido el canal de Youtube y cuenta oficial de Facebook— de Las Estrellas.[33]

## Premios y nominaciones

### TV Adicto Golden Awards 2022
| Categoría                          | Nominados | Resultado |
| ---------------------------------- | --- | --------- |
| Mejor escenografía y utilería      | Eluart Barajas Barajas, Mario Sánchez Luján, David Santiago Martínez, Claudia Ramos Vázquez y Laura Ocampo García | Ganadores |
| Mejor villana                      | Fabiola Guajardo                                                                                                  | Ganadora  |
| Mejor actuación especial masculina | Guillermo García Cantú                                                                                            | Ganador   |